# Hesudra haighti
Hesudra haighti is een vlinder uit de familie van de spinneruilen (Erebidae). De wetenschappelijke naam van deze soort is voor het eerst voorgesteld als Agylla haighti door Alfred Ernest Wileman en Richard South in een publicatie uit 1919.
De soort komt voor op de Filipijnen.